# Daikatana
Daikatana (ook wel John Romero's Daikatana) is een computerspel dat werd uitgebracht door Eidos Interactive. Het first-person shooterspel kwam in 2000 uit voor de Nintendo 64 en Windows.
Het spel werd aangekondigd in 1997 en meerdere keren uitgesteld, wat enige kritiek opleverde. Uiteindelijk kostte het project 10 miljoen dollar en duurde drie jaar voordat het werd uitgebracht in 2000. Er zijn 200.000 kopieën van verkocht.

## Plot
De hoofdpersoon van het spel is Hiro Miyamoto, een vechtkunstinstructeur uit het jaar 2455. De wereld is in de handen van leider Kage Mishima en zijn clan, en wordt bedreigd door een verschrikkelijke pandemie veroorzaakt door het magische zwaard Daikatana die de Mishima-clan in bezit heeft. Hetzelfde zwaard zorgt ervoor dat de Mishima-clan kan tijdreizen en hiermee verhinderen dat er een tegengif komt voor de ziekte. De hoofdpersoon van het spel, Hiro, moet reizen om het zwaard te herstellen en het kwade plan van de Mishima te voorkomen. Hiro heeft twee assistenten: Superfly Johnson, een ex-soldaat van Mishima, en Mikiko Ebihara, de dochter van de wetenschapper, die zijn vastbesloten een eind te maken aan de heerschappij  van de Mishima-clan.

## Ontvangst
| Beoordeeld door          | Platform    | Datum           | Score |
| ------------------------ | ----------- | --------------- | ----- |
| Gamereactor (Denemarken) | Windows     | 29 juni 2000    | 90%   |
| Video Games              | Nintendo 64 | mei 2000        | 76%   |
| Absolute Games (AG.ru)   | Windows     | 7 mei 2000      | 70%   |
| Mag'64                   | Nintendo 64 | 4 mei 2000      | 69%   |
| Gamer's Pulse            | Windows     | 7 juni 2000     | 67%   |
| games xtreme             | Windows     | 25 juni 2000    | 52%   |
| Just Games Retro         | Windows     | 9 augustus 2011 | 50%   |
| Edge                     | Windows     | 21 juni 2000    | 40%   |
| GameSpot                 | Nintendo 64 | 7 augustus 2000 | 37%   |
| GameSpot UK              | Windows     | 14 juni 2000    | 20%   |